# Fuscus (Wagenlenker)

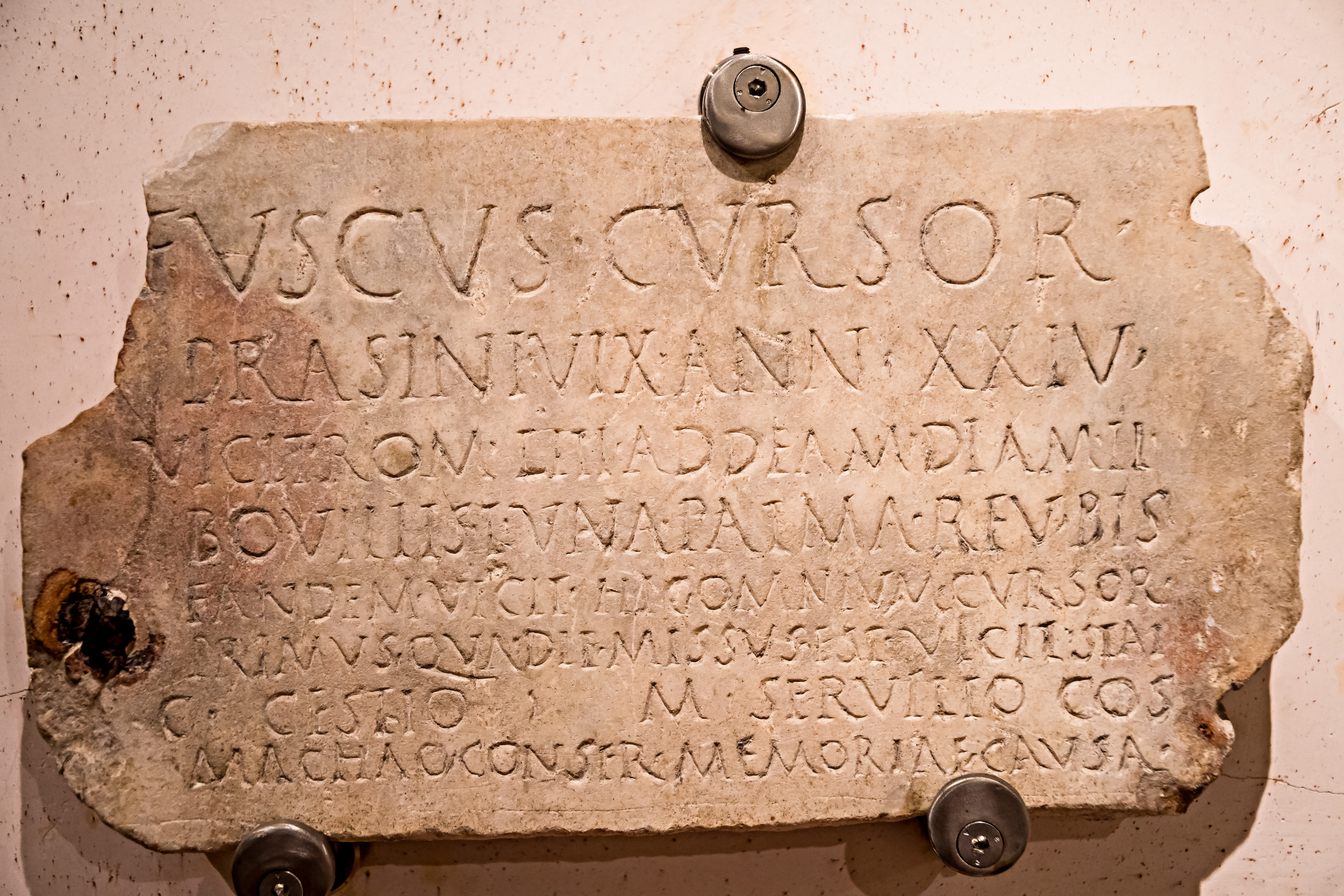
Grabplatte des Fuscus aus dem 1. Jahrhundert. Die Inschrift führt die außergewöhnliche Rennbilanz des Wagenlenkers auf (CIL 06 33950)

Fuscus war Sklave und ein äußerst erfolgreicher Wagenlenker in der ersten Hälfte des 1. Jahrhunderts. Er gehörte der grünen Partei (factio prasina) an und hatte bis zu seinem Tod im Alter von 24 Jahren eine beeindruckende Rennbilanz vorzuweisen. So war er der erste Wettläufer (cursor), der im Jahr 35 bei seinem ersten Wagenrennen den Sieg davontrug. Fuscus war bei 53 Rennen in Rom erfolgreich und außerhalb der Stadt zweimal im Circus der Arvalen, zu Ehren der Göttin Dea Dia, und einmal im Circus von Bovillae. In mindestens einem Wettrennen, das zunächst unentschieden endete und daher neugestartet werden musste (revocatus), wurde ihm die Siegespalme verliehen.